# Chris Foy
Christopher J. Foy (sinh ngày 20 tháng 11 năm 1962 ) là một trọng tài tại Giải bóng đá Ngoại hạng Anh (Premier League). Với kinh nghiệm 30 năm cầm còi (từ 1984), nhiều người không tin rằng ông vô tư khi phạt thẻ vàng thứ 2 cho một lỗi rất nhẹ của tiền vệ Willian trong trận đấu Aston Villa - Chelsea ngày 15/03/2014, làm thay đổi hoàn toàn cục diện trận đấu có lợi cho Aston Villa. Sau đó Átonn Villa đã ghi được bàn thắng duy nhất của trận đấu, đánh bại Chelsea. Trong 8 trận gần nhất mà ông thổi có sự góp mặt của Chelsea, đã có tới 5 cầu thủ của Chelsea bị đuổi.